# Anatoliy Solomin
Anatoliy Solomin (né le 2 juillet 1952) est un athlète ukrainien, spécialiste de la marche. 
Représentant l'URSS, il remporte la médaille de bronze du 20 kilomètres marche aux championnats d'Europe 1978. Le 19 juillet 1978, à Vilnius, il établit une nouvelle meilleure performance mondiale du 20 km marche en 1 h 23 min 30 s.
Il participe aux 20 km marche des Jeux olympiques de 1980 mais est disqualifié.